# Army of Anyone
Army of Anyone est un groupe de rock des États-Unis qui a été fondé un peu avant novembre 2005. Il est composé de Richard Patrick comme chanteur (chanteur du groupe Filter), de Robert DeLeo et Dean DeLeo à la guitare et à la basse (ils sont frères et font partie du groupe Stone Temple Pilots) et de Ray Luzier à la batterie (l'actuel batteur du groupe KoRn).
Le groupe a sorti son premier disque le 14 novembre 2006. Leur premier single était la chanson Goodbye qui a également fait l'objet d'un enregistrement vidéo, premier vidéo clip du groupe.

## CD/DVD
- Army Of Anyone (2006)

## Vidéos
- Goodbye (2006)